# Vrtovin
Vrtovin falu Szlovéniában, a Goriška statisztikai régióban, a Vipava-völgy északi szélén található. Közigazgatásilag Ajdovščinához tartozik. A településhez tartoznak az alábbi településrészek is: Grželi, Čebuli, Fužina, Guli, és Stovška Vas (szlovénül: Stovška vas), délre a falu magjától, valamint Krti, Šateji, Subani, Jama, Kocjani, Rebki, Čermeli, Guštini, Fevči és Lozarji.

## Fordítás
- Ez a szócikk részben vagy egészben  a   Vrtovin című angol Wikipédia-szócikk ezen változatának fordításán alapul.  Az eredeti cikk szerkesztőit annak laptörténete sorolja fel. Ez a jelzés csupán a megfogalmazás eredetét és a szerzői jogokat jelzi, nem szolgál a cikkben szereplő információk forrásmegjelöléseként.